# Rhacophorus suffry
Rhacophorus suffry är en groddjursart som beskrevs av Bordoloi, Bortamuli och Annemarie Ohler 2007. Rhacophorus suffry ingår i släktet Rhacophorus och familjen trädgrodor. IUCN kategoriserar arten globalt som livskraftig. Inga underarter finns listade i Catalogue of Life.